# Ion Pavalache
Io(a)n Pavalache (* 24. Juni 1927 in Chișinău, heute Republik Moldau; † 5. November 2007 in Iași) war ein rumänischer Dirigent, Chorleiter und Musikpädagoge.

## Leben
Pavalache besuchte das Theologische Seminar seiner Heimatstadt und studierte dann von 1947 bis 1952 am Bukarester Konservatorium (heute Nationale Musikuniversität Bukarest) Solfège bei Ioan Chirescu, Harmonielehre bei Ion Dumitrescu, Kontrapunkt bei Marțian Negrea, Musikanalyse bei Tudor Ciortea, Orchestration bei Theodor Rogalski, Musikgeschichte bei Zeno Vancea, Folklore bei Harry Brauner und Dirigieren bei Dumitru Botez und Ion Vicol. Von 1952 bis 1958 war er Assistent am Bukarester Konservatorium, von 1960 bis 2007 unterrichtete er zunächst am Konservatorium, später an der Universität der Künste George Enescu in Iași.
Zwischen 1952 und 1954 war Pavalache Mitarbeiter der Bukarester Philharmonie, dann bis 1956 der Nationaloper Bukarest. Deren Chor leitete er von 1958 bis 1968, danach übernahm er die Leitung der Nationaloper in Iași, die er bis 1975 innehatte. 1958 übernahm er von George Pascu die Leitung des Chores "Gavriil Musicescu" der Moldawischen Philharmonie Iași. Diese Position hatte er bis 1990 inne. 1970 gründete er den Chor Camerata, den er bis zu seinem Tod leitete.
Als Chordirigent unternahm er Konzertreisen durch Frankreich, Belgien, den Niederlanden, Italien und Deutschland und arbeitete mit Musikern und Dirigenten wie Viorica Cortez, Ion Baciu, Iosif Conta und Alexandru Bișoc zusammen. Unter anderem wurde er mit dem Rumänischen Kultur-Verdienstorden und dem Stern der Volksrepublik Rumänien (Steaua Republicii Populare România) ausgezeichnet. Außerdem war er Ehrenmitglied der Société musicale française Georges Enesco und Ehrenbürger der Stadt Villeréal.